# Chirosia holoptica
Chirosia holoptica är en tvåvingeart som beskrevs av Griffiths 2004. Chirosia holoptica ingår i släktet Chirosia och familjen blomsterflugor. Inga underarter finns listade i Catalogue of Life.